# Masalia nigristriata
Masalia nigristriata là một loài bướm đêm trong họ Noctuidae.